# Peerage of the United Kingdom
Die Peerage of the United Kingdom umfasst alle Peer-Würden, die im Vereinigten Königreich von Großbritannien und Irland nach dem Act of Union 1800 geschaffen wurden. Die Peerage of the United Kingdom ersetzte somit die Peerage of Great Britain. In der Peerage of Ireland wurden dennoch neue Titel geschaffen, was erst mit der Unabhängigkeit Irlands 1922 endete.
Bis zur Verabschiedung des House of Lords Act 1999 hatten alle Peers einen Sitz im House of Lords. Die Ränge der britischen Peerage sind (mit den ungefähren deutschen Entsprechungen):
- Duke (Herzog)
- Marquess (Markgraf)
- Earl (Graf)
- Viscount („Vizegraf“)
- und Baron (Freiherr), erblich oder „auf Lebenszeit“ (engl. „for life“)

In der folgenden Tabelle werden nur aktuell geführte Titel britischer Peers, sowie Titel auf Lebenszeit im Vereinigten Königreich gelistet. Höhere oder gleichwertige Titel in anderen Peerages werden genannt.
Es ist jedoch zu beachten, dass Mitglieder der engeren königlichen Familie, die einen Adelstitel tragen, in der britischen protokollarischen Rangordnung vor allen anderen Peers stehen und nicht anhand ihres Adelstitels eingeordnet werden.

## Dukes in der Peerage of the United Kingdom
| Titel                   | Jahr der Verleihung | Andere Titel                                                                          |
| ----------------------- | ------------------- | ------------------------------------------------------------------------------------- |
| The Duke of Wellington  | 1814                |                                                                                       |
| The Duke of Sutherland  | 1833                |                                                                                       |
| The Duke of Westminster | 1874                |                                                                                       |
| The Duke of Gordon      | 1876                | Duke of Richmond in der Peerage of England; Duke of Lennox in der Peerage of Scotland |
| The Duke of Argyll      | 1892                | Duke of Argyll in der Peerage of Scotland                                             |
| The Duke of Fife        | 1900                |                                                                                       |
| The Duke of Gloucester  | 1928                |                                                                                       |
| The Duke of Kent        | 1934                |                                                                                       |
| The Duke of York        | 1986                |                                                                                       |
| The Duke of Cambridge   | 2011                |                                                                                       |
| The Duke of Sussex      | 2018                |                                                                                       |
| The Duke of Edinburgh   | 2023                |                                                                                       |

## Marquesses in der Peerage of the United Kingdom
| Titel                               | Jahr der Verleihung | Andere Titel |
| ----------------------------------- | ------------------- | ------------ |
| The Marquess of Exeter              | 1801                |              |
| The Marquess of Northampton         | 1812                |              |
| The Marquess Camden                 | 1812                |              |
| The Marquess of Anglesey            | 1815                |              |
| The Marquess of Cholmondeley        | 1815                |              |
| The Marquess of Ailesbury           | 1821                |              |
| The Marquess of Bristol             | 1826                |              |
| The Marquess of Ailsa               | 1831                |              |
| The Marquess of Normanby            | 1838                |              |
| The Marquess of Abergavenny         | 1876                |              |
| The Marquess of Zetland             | 1892                |              |
| The Marquess of Linlithgow          | 1902                |              |
| The Marquess of Aberdeen and Temair | 1916                |              |
| The Marquess of Milford Haven       | 1917                |              |
| The Marquess of Reading             | 1926                |              |

## Earls in der Peerage of the United Kingdom
| Titel                                | Jahr der Verleihung | Andere Titel                                                                           |
| ------------------------------------ | ------------------- | -------------------------------------------------------------------------------------- |
| The Earl of Rosslyn                  | 1801                |                                                                                        |
| The Earl of Craven                   | 1801                |                                                                                        |
| The Earl of Onslow                   | 1801                |                                                                                        |
| The Earl of Romney                   | 1801                |                                                                                        |
| The Earl of Chichester               | 1801                |                                                                                        |
| The Earl of Wilton                   | 1801                |                                                                                        |
| The Earl of Powis                    | 1804                |                                                                                        |
| The Earl Nelson                      | 1805                |                                                                                        |
| The Earl Grey                        | 1806                |                                                                                        |
| The Earl of Lonsdale                 | 1807                |                                                                                        |
| The Earl of Harrowby                 | 1809                |                                                                                        |
| The Earl of Harewood                 | 1812                |                                                                                        |
| The Earl of Minto                    | 1813                |                                                                                        |
| The Earl Cathcart                    | 1814                |                                                                                        |
| The Earl of Verulam                  | 1815                |                                                                                        |
| The Earl of St. Germans              | 1815                |                                                                                        |
| The Earl of Morley                   | 1815                |                                                                                        |
| The Earl of Bradford                 | 1815                |                                                                                        |
| The Earl of Eldon                    | 1821                |                                                                                        |
| The Earl Howe                        | 1821                |                                                                                        |
| The Earl of Stradbroke               | 1821                |                                                                                        |
| The Earl Temple of Stowe             | 1822                |                                                                                        |
| The Earl Vane                        | 1823                | Marquess of Londonderry in der Peerage of Ireland                                      |
| The Earl Cawdor                      | 1827                |                                                                                        |
| The Earl of Burlington               | 1831                | Duke of Devonshire in der Peerage of England                                           |
| The Earl of Lichfield                | 1831                |                                                                                        |
| The Earl of Durham                   | 1833                |                                                                                        |
| The Earl Granville                   | 1833                |                                                                                        |
| The Earl of Effingham                | 1837                |                                                                                        |
| The Earl of Ducie                    | 1837                |                                                                                        |
| The Earl of Yarborough               | 1837                |                                                                                        |
| The Earl Innes                       | 1837                | Duke of Roxburghe in der Peerage of Scotland                                           |
| The Earl of Leicester                | 1837                |                                                                                        |
| The Earl of Gainsborough             | 1841                |                                                                                        |
| The Earl of Strafford                | 1847                |                                                                                        |
| The Earl of Cottenham                | 1850                |                                                                                        |
| The Earl Cowley                      | 1857                |                                                                                        |
| The Earl of Winton                   | 1859                | Earl of Eglinton in der Peerage of Scotland                                            |
| The Earl of Dudley                   | 1860                |                                                                                        |
| The Earl Russell                     | 1861                |                                                                                        |
| The Earl of Cromartie                | 1861                |                                                                                        |
| The Earl of Kimberley                | 1866                |                                                                                        |
| The Earl of Wharncliffe              | 1876                |                                                                                        |
| The Earl Cairns                      | 1878                |                                                                                        |
| The Earl of Lytton                   | 1880                |                                                                                        |
| The Earl of Selborne                 | 1882                |                                                                                        |
| The Earl of Iddesleigh               | 1885                |                                                                                        |
| The Earl of Cranbrook                | 1892                |                                                                                        |
| The Earl of Cromer                   | 1901                |                                                                                        |
| The Earl Roberts                     | 1901                |                                                                                        |
| The Earl of Plymouth                 | 1905                |                                                                                        |
| The Earl of Liverpool                | 1905                |                                                                                        |
| The Earl of Midlothian               | 1911                | Earl of Rosebery in der Peerage of Scotland                                            |
| The Earl St. Aldwyn                  | 1915                |                                                                                        |
| The Earl Beatty                      | 1919                |                                                                                        |
| The Earl Haig                        | 1919                |                                                                                        |
| The Earl of Iveagh                   | 1919                |                                                                                        |
| The Earl of Balfour                  | 1922                |                                                                                        |
| The Earl of Oxford and Asquith       | 1925                |                                                                                        |
| The Earl Jellicoe                    | 1925                |                                                                                        |
| The Earl of Inchcape                 | 1929                |                                                                                        |
| The Earl Peel                        | 1929                |                                                                                        |
| The Earl of Strathmore and Kinghorne | 1937                | Earl of Strathmore and Kinghorne in der Peerage of Scotland                            |
| The Earl Baldwin of Bewdley          | 1937                |                                                                                        |
| The Earl of Halifax                  | 1944                |                                                                                        |
| The Earl of Gowrie                   | 1945                |                                                                                        |
| The Earl Lloyd-George of Dwyfor      | 1945                |                                                                                        |
| The Countess Mountbatten of Burma    | 1947                |                                                                                        |
| The Earl Alexander of Tunis          | 1952                |                                                                                        |
| The Earl of Swinton                  | 1955                |                                                                                        |
| The Earl Attlee                      | 1955                |                                                                                        |
| The Earl of Woolton                  | 1956                |                                                                                        |
| The Earl of Chester                  | 1958                | Duke of Cornwall in der Peerage of England Duke of Rothesay in der Peerage of Scotland |
| The Earl of Snowdon                  | 1961                |                                                                                        |
| The Earl of Stockton                 | 1984                |                                                                                        |
| The Earl of Wessex and Forfar        | 1999; 2019          |                                                                                        |

## Viscounts in der Peerage of the United Kingdom
| Titel                              | Jahr der Verleihung | Andere Titel                                  |
| ---------------------------------- | ------------------- | --------------------------------------------- |
| The Viscount St. Vincent           | 1801                |                                               |
| The Viscount Melville              | 1802                |                                               |
| The Viscount Sidmouth              | 1805                |                                               |
| The Viscount Exmouth               | 1816                |                                               |
| The Viscount Hutchinson            | 1821                | Earl of Donoughmore in der Peerage of Ireland |
| The Viscount Clancarty             | 1823                | Earl of Clancarty in der Peerage of Ireland   |
| The Viscount Combermere            | 1827                |                                               |
| The Viscount Hill                  | 1842                |                                               |
| The Viscount Hardinge              | 1846                |                                               |
| The Viscount Bridport              | 1868                |                                               |
| The Viscount Portman               | 1873                |                                               |
| The Viscount Hampden               | 1884                |                                               |
| The Viscount Hambleden             | 1891                |                                               |
| The Viscount Knutsford             | 1895                |                                               |
| The Viscount Esher                 | 1897                |                                               |
| The Viscount Goschen               | 1900                |                                               |
| The Viscount Ridley                | 1900                |                                               |
| The Viscount Colville of Culross   | 1902                |                                               |
| The Viscount Selby                 | 1905                |                                               |
| The Viscount Knollys               | 1911                |                                               |
| The Viscount Allendale             | 1911                |                                               |
| The Viscount Chilston              | 1911                |                                               |
| The Viscount Scarsdale             | 1911                |                                               |
| The Viscount Mersey                | 1916                |                                               |
| The Viscount Cowdray               | 1917                |                                               |
| The Viscount Devonport             | 1917                |                                               |
| The Viscount Astor                 | 1917                |                                               |
| The Viscount Wimborne              | 1918                |                                               |
| The Viscount St. Davids            | 1918                |                                               |
| The Viscount Rothermere            | 1919                |                                               |
| The Viscount Allenby               | 1919                |                                               |
| The Viscount Chelmsford            | 1921                |                                               |
| The Viscount Long                  | 1921                |                                               |
| The Viscount Ullswater             | 1921                |                                               |
| The Viscount Younger of Leckie     | 1923                |                                               |
| The Viscount Bearsted              | 1925                |                                               |
| The Viscount Bridgeman             | 1929                |                                               |
| The Viscount Hailsham              | 1929                |                                               |
| The Viscount Brentford             | 1929                |                                               |
| The Viscount Buckmaster            | 1933                |                                               |
| The Viscount Bledisloe             | 1935                |                                               |
| The Viscount Hanworth              | 1936                |                                               |
| The Viscount Trenchard             | 1936                |                                               |
| The Viscount Samuel                | 1937                |                                               |
| The Viscount Runciman of Doxford   | 1937                |                                               |
| The Viscount Davidson              | 1937                |                                               |
| The Viscount Weir                  | 1938                |                                               |
| The Viscount Stonehaven            | 1938                | Earl of Kintore in der Peerage of Scotland    |
| The Viscount Caldecote             | 1939                |                                               |
| The Viscount Camrose               | 1941                |                                               |
| The Viscount Stansgate             | 1942                |                                               |
| The Viscount Margesson             | 1942                |                                               |
| The Viscount Daventry              | 1943                |                                               |
| The Viscount Addison               | 1945                |                                               |
| The Viscount Kemsley               | 1945                |                                               |
| The Viscount Marchwood             | 1945                |                                               |
| The Viscount Alanbrooke            | 1946                |                                               |
| The Viscount Montgomery of Alamein | 1946                |                                               |
| The Viscount Waverley              | 1952                |                                               |
| The Viscount Thurso                | 1952                |                                               |
| The Viscount Brookeborough         | 1952                |                                               |
| The Viscount Norwich               | 1952                |                                               |
| The Viscount Leathers              | 1954                |                                               |
| The Viscount Soulbury              | 1954                |                                               |
| The Viscount Chandos               | 1954                | Lord Lyttelton for life                       |
| The Viscount Malvern               | 1955                |                                               |
| The Viscount De L’Isle             | 1956                |                                               |
| The Viscount Monckton of Brenchley | 1957                |                                               |
| The Viscount Tenby                 | 1957                |                                               |
| The Viscount Mackintosh of Halifax | 1957                |                                               |
| The Viscount Dunrossil             | 1959                |                                               |
| The Viscount Stuart of Findhorn    | 1959                |                                               |
| The Viscount Rochdale              | 1960                |                                               |
| The Viscount Slim                  | 1960                |                                               |
| The Viscount Head                  | 1960                |                                               |
| The Viscount Boyd of Merton        | 1960                |                                               |
| The Viscount Mills                 | 1962                |                                               |
| The Viscount Blankenham            | 1963                |                                               |
| The Viscount Eccles                | 1964                |                                               |
| The Viscount Dilhorne              | 1964                |                                               |

## (Erbliche) Barone in der Peerage of the United Kingdom
| Titel                                   | Jahr der Verleihung | Andere Titel                                              |
| --------------------------------------- | ------------------- | --------------------------------------------------------- |
| Baron Loftus                            | 1801                | Marquess of Ely in der Peerage of Ireland                 |
| Baron Ellenborough                      | 1802                |                                                           |
| Baron Sandys                            | 1802                |                                                           |
| Baron Erskine                           | 1806                | Earl of Buchan in der Peerage of Scotland                 |
| Baron Monteagle                         | 1806                | Marquess of Sligo in der Peerage of Ireland               |
| Baron Granard                           | 1806                | Earl of Granard in der Peerage of Ireland                 |
| Baron Manners                           | 1807                |                                                           |
| Baron Stewart                           | 1814                | Marquess of Londonderry in der Peerage of Ireland         |
| Baron Churchill of Whichwood            | 1815                |                                                           |
| Baron Meldrum                           | 1815                | Marquess of Huntly in der Peerage of Scotland             |
| Baron Grinstead                         | 1815                | Earl of Enniskillen in der Peerage of Ireland             |
| Baron Harris                            | 1815                |                                                           |
| Baron Ker                               | 1821                | Marquess of Lothian in der Peerage of Scotland            |
| Baron Minster                           | 1821                | Marquess Conyngham in der Peerage of Ireland              |
| Baron Wemyss                            | 1821                | Earl of Wemyss and March in der Peerage of Scotland       |
| Baron Silchester                        | 1821                | Earl of Longford in der Peerage of Ireland                |
| Baron Oriel                             | 1821                | Viscount Massereene and Ferrard in der Peerage of Ireland |
| Baron Ravensworth                       | 1821                |                                                           |
| Baron Delamere                          | 1821                |                                                           |
| Baron Forester                          | 1821                |                                                           |
| Baron Rayleigh                          | 1821                |                                                           |
| Baron Gifford                           | 1824                |                                                           |
| Baron Wigan of Haig Hall                | 1826                | Earl of Crawford and Balcarres in der Peerage of Scotland |
| Baron Ranfurly                          | 1826                | Earl of Ranfurly in der Peerage of Ireland                |
| Baron Feversham                         | 1826                |                                                           |
| Baron Seaford                           | 1826                |                                                           |
| Baron Plunket                           | 1827                |                                                           |
| Baron Heytesbury                        | 1828                |                                                           |
| Baron Clanwilliam                       | 1828                | Earl of Clanwilliam in der Peerage of Ireland             |
| Baron Skelmersdale                      | 1828                |                                                           |
| Baron Wynford                           | 1829                |                                                           |
| Baron Kilmarnock                        | 1831                |                                                           |
| Baron Chaworth                          | 1831                | Earl of Meath in der Peerage of Ireland                   |
| Baron Oakley                            | 1831                | Earl Cadogan in der Peerage of Great Britain              |
| Baron Poltimore                         | 1831                |                                                           |
| Baron Mostyn                            | 1831                |                                                           |
| Baron Templemore                        | 1831                | Marquess of Donegall in der Peerage of Ireland            |
| Baron de Saumarez                       | 1831                |                                                           |
| Baron Kenlis                            | 1831                | Marquess of Headfort in der Peerage of Ireland            |
| Baron Stanley of Bickerstaffe           | 1832                | Earl of Derby in der Peerage of England                   |
| Baron Denman                            | 1834                |                                                           |
| Baron Duncannon                         | 1834                | Earl of Bessborough in der Peerage of Ireland             |
| Baron Abinger                           | 1835                |                                                           |
| Baron Ashburton                         | 1835                |                                                           |
| Baron Hatherton                         | 1835                |                                                           |
| Baron Worlingham                        | 1835                | Earl of Gosford in der Peerage of Ireland                 |
| Baron Stratheden and Campbell           | 1836; 1841          |                                                           |
| Baron Lovat                             | 1837                | Lord Lovat in der Peerage of Scotland                     |
| Baron Rossmore                          | 1838                | Baron Rossmore in der Peerage of Ireland                  |
| Baron Carew                             | 1838                | Baron Carew in der Peerage of Ireland                     |
| Baron de Mauley                         | 1838                |                                                           |
| Baron Wrottesley                        | 1838                |                                                           |
| Baron Sudeley                           | 1838                |                                                           |
| Baron Methuen                           | 1838                |                                                           |
| Baron Stanley of Alderley and Eddisbury | 1839; 1848          | Baron Sheffield in der Peerage of Ireland                 |
| Baron Leigh                             | 1839                |                                                           |
| Baron Monteagle of Brandon              | 1839                |                                                           |
| Baron Oxenfoord                         | 1841                | Earl of Stair in der Peerage of Scotland                  |
| Baron Congleton                         | 1841                |                                                           |
| Baron Vivian                            | 1841                |                                                           |
| Baron Elgin                             | 1849                | Earl of Elgin and Kincardine in der Peerage of Scotland   |
| Baron Londesborough                     | 1850                |                                                           |
| Baron de Freyne                         | 1851                |                                                           |
| Baron Raglan                            | 1852                |                                                           |
| Baron Moore of Cobham                   | 1854                | Earl of Drogheda in der Peerage of Ireland                |
| Baron Belper                            | 1856                |                                                           |
| Baron Talbot of Malahide                | 1856                | Baron Talbot of Malahide in der Peerage of Ireland        |
| Baron Chesham                           | 1858                |                                                           |
| Baron Churston                          | 1858                |                                                           |
| Baron Leconfield and Egremont           | 1859; 1963          |                                                           |
| Baron Lyveden                           | 1859                |                                                           |
| Baron Brougham and Vaux                 | 1860                |                                                           |
| Baron Herbert of Lea                    | 1861                | Earl of Pembroke and Montgomery in der Peerage of England |
| Baron Westbury                          | 1861                |                                                           |
| Baron Annaly                            | 1863                |                                                           |
| Baron Buckhurst                         | 1864                | Earl De La Warr in der Peerage of Great Britain           |
| Baron Northbrook                        | 1866                |                                                           |
| Baron Monck                             | 1866                | Viscount Monck in der Peerage of Ireland                  |
| Baron Hartismere                        | 1866                | Baron Henniker in der Peerage of Ireland                  |
| Baron Hylton                            | 1866                |                                                           |
| Baron Penrhyn                           | 1866                |                                                           |
| Baron Brancepeth                        | 1866                | Viscount Boyne in der Peerage of Ireland                  |
| Baron O’Neill                           | 1868                |                                                           |
| Baron Napier of Magdala                 | 1868                |                                                           |
| Baron Gormanston                        | 1868                | Viscount Gormanston in der Peerage of Ireland             |
| Baron Dunning                           | 1869                | Lord Rollo in der Peerage of Scotland                     |
| Baron Hare                              | 1869                | Earl of Listowel in der Peerage of Ireland                |
| Baron Howard of Glossop                 | 1869                | Duke of Norfolk in der Peerage of England                 |
| Baron Acton                             | 1869                |                                                           |
| Baron Wolverton                         | 1869                |                                                           |
| Baron Kildare                           | 1870                | Duke of Leinster in der Peerage of Ireland                |
| Baron O’Hagan                           | 1870                |                                                           |
| Baron Sandhurst                         | 1871                |                                                           |
| Baron Ettrick                           | 1872                | Lord Napier in der Peerage of Scotland                    |
| Baron Somerton                          | 1873                | Earl of Normanton in der Peerage of Ireland               |
| Baron Aberdare                          | 1873                |                                                           |
| Baron Moncreiff                         | 1874                |                                                           |
| Baron Coleridge                         | 1874                |                                                           |
| Baron Cottesloe                         | 1874                |                                                           |
| Baron Hampton                           | 1874                |                                                           |
| Baron Douglas of Douglas                | 1875                | Earl of Home in der Peerage of Scotland                   |
| Baron Ramsay of Glenmark                | 1875                | Earl of Dalhousie in der Peerage of Scotland              |
| Baron Harlech                           | 1876                |                                                           |
| Baron Tollemache                        | 1876                |                                                           |
| Baron Gerard                            | 1876                |                                                           |
| Baron Sackville                         | 1876                |                                                           |
| Baron Norton                            | 1878                |                                                           |
| Baron Trevor                            | 1880                |                                                           |
| Baron Brabourne                         | 1880                |                                                           |
| Baron Ampthill                          | 1881                |                                                           |
| Baron Tweeddale                         | 1881                | Marquess of Tweeddale in der Peerage of Scotland          |
| Baron Derwent                           | 1881                |                                                           |
| Baron Hothfield                         | 1881                |                                                           |
| Baron Tennyson                          | 1884                |                                                           |
| Baron Strathspey                        | 1884                |                                                           |
| Baron Monk Bretton                      | 1884                |                                                           |
| Baron Northbourne                       | 1884                |                                                           |
| Baron Sudley                            | 1884                | Earl of Arran in der Peerage of Ireland                   |
| Baron Powerscourt                       | 1885                | Viscount Powerscourt in der Peerage of Ireland            |
| Baron Northington                       | 1885                | Baron Henley in der Peerage of Ireland                    |
| Baron Rothschild                        | 1885                |                                                           |
| Baron Revelstoke                        | 1885                |                                                           |
| Baron Monkswell                         | 1885                |                                                           |
| Baron Ashbourne                         | 1885                |                                                           |
| Baron St. Oswald                        | 1885                |                                                           |
| Baron Montagu of Beaulieu               | 1885                |                                                           |
| Baron Elphinstone                       | 1885                | Lord Elphinstone in der Peerage of Scotland               |
| Baron Hindlip                           | 1886                |                                                           |
| Baron Grimthorpe                        | 1886                |                                                           |
| Baron Kensington                        | 1886                | Baron Kensington in der Peerage of Ireland                |
| Baron Hamilton of Dalzell               | 1886                |                                                           |
| Baron St. Levan                         | 1887                |                                                           |
| Baron Basing                            | 1887                |                                                           |
| Baron de Ramsey                         | 1887                |                                                           |
| Baron Addington                         | 1887                |                                                           |
| Baron Savile                            | 1888                |                                                           |
| Baron Ashcombe                          | 1892                |                                                           |
| Baron Crawshaw                          | 1892                |                                                           |
| Baron Amherst of Hackney                | 1892                |                                                           |
| Baron Newton                            | 1892                |                                                           |
| Baron Dunleath                          | 1892                |                                                           |
| Baron Swansea                           | 1893                |                                                           |
| Baron Aldenham and Hunsdon of Hunsdon   | 1896; 1923          |                                                           |
| Baron Roos of Belvoir                   | 1896                | Duke of Rutland in der Peerage of England                 |
| Baron Fairlie                           | 1897                | Earl of Glasgow in der Peerage of Scotland                |
| Baron Dawnay                            | 1897                | Viscount Downe in der Peerage of Ireland                  |
| Baron Holmpatrick                       | 1897                |                                                           |
| Baron Burton                            | 1897                |                                                           |
| Baron Glanusk                           | 1899                |                                                           |
| Baron Cranworth                         | 1899                |                                                           |
| Baron Avebury                           | 1900                |                                                           |
| Baron Killanin                          | 1900                |                                                           |
| Baron Strathcona and Mount Royal        | 1900                |                                                           |
| Baron Kinross                           | 1902                |                                                           |
| Baron Shuttleworth                      | 1902                |                                                           |
| Baron Grenfell                          | 1902                | Baron Grenfell of Kilvey for Life                         |
| Baron Redesdale                         | 1902                | Baron Mitford for Life                                    |
| Baron Burnham                           | 1903                |                                                           |
| Baron Biddulph                          | 1903                |                                                           |
| Baron Ritchie of Dundee                 | 1905                |                                                           |
| Baron Hemphill                          | 1906                |                                                           |
| Baron Joicey                            | 1906                |                                                           |
| Baron Nunburnholme                      | 1906                |                                                           |
| Baron Swaythling                        | 1907                |                                                           |
| Baron Blyth                             | 1907                |                                                           |
| Baron Marchamley                        | 1908                |                                                           |
| Baron Gorell                            | 1909                |                                                           |
| Baron Fisher                            | 1909                |                                                           |
| Baron Kilbracken                        | 1909                |                                                           |
| Baron Hardinge of Penshurst             | 1910                |                                                           |
| Baron de Villiers                       | 1910                |                                                           |
| Baron Glenconner                        | 1911                |                                                           |
| Baron Mountgarret                       | 1911                | Viscount Mountgarret in der Peerage of Ireland            |
| Baron Aberconway                        | 1911                |                                                           |
| Baron Merthyr                           | 1911                |                                                           |
| Baron Rowallan                          | 1911                |                                                           |
| Baron Ashton of Hyde                    | 1911                |                                                           |
| Baron Ravensdale                        | 1911                |                                                           |
| Baron Hollenden                         | 1912                |                                                           |
| Baron Butler of Mount Juliet            | 1912                | Earl of Carrick in der Peerage of Ireland                 |
| Baron Parmoor                           | 1914                |                                                           |
| Baron Cunliffe                          | 1914                |                                                           |
| Baron Wrenbury                          | 1915                |                                                           |
| Baron Faringdon                         | 1916                |                                                           |
| Baron Shaughnessy                       | 1916                |                                                           |
| Baron Rathcreedan                       | 1916                |                                                           |
| Baron Roundway                          | 1916                |                                                           |
| Baron Somerleyton                       | 1916                |                                                           |
| Baron Carnock                           | 1916                |                                                           |
| Baron Beaverbrook                       | 1917                |                                                           |
| Baron Doverdale                         | 1917                |                                                           |
| Baron Gainford                          | 1917                |                                                           |
| Baron Forteviot                         | 1917                |                                                           |
| Baron Colwyn                            | 1917                |                                                           |
| Baron Gisborough                        | 1917                |                                                           |
| Baron Morris                            | 1918                |                                                           |
| Baron Cawley                            | 1918                |                                                           |
| Baron Terrington                        | 1918                |                                                           |
| Baron Glenarthur                        | 1918                |                                                           |
| Baron Phillimore                        | 1918                |                                                           |
| Baron Inverforth                        | 1919                |                                                           |
| Baron Sinha                             | 1919                |                                                           |
| Baron Cochrane of Cults                 | 1919                |                                                           |
| Baron Clwyd                             | 1919                |                                                           |
| Baron Russell of Liverpool              | 1919                |                                                           |
| Baron Swinfen                           | 1919                |                                                           |
| Baron Meston                            | 1919                |                                                           |
| Baron Cullen of Ashbourne               | 1920                |                                                           |
| Baron Trevethin and Oaksey              | 1921; 1947          |                                                           |
| Baron Glendyne                          | 1922                |                                                           |
| Baron Manton                            | 1922                |                                                           |
| Baron Mildmay of Flete                  | 1922                |                                                           |
| Baron Forres                            | 1922                |                                                           |
| Baron Vestey                            | 1922                |                                                           |
| Baron Borwick                           | 1922                |                                                           |
| Baron Maclay                            | 1922                |                                                           |
| Baron Bethell                           | 1922                |                                                           |
| Baron Darling                           | 1924                |                                                           |
| Baron Banbury of Southam                | 1924                |                                                           |
| Baron Merrivale                         | 1925                |                                                           |
| Baron Bradbury                          | 1925                |                                                           |
| Baron Mereworth                         | 1926                | Baron Oranmore and Browne in der Peerage of Ireland       |
| Baron Hayter                            | 1927                |                                                           |
| Baron Cornwallis                        | 1927                |                                                           |
| Baron Daresbury                         | 1927                |                                                           |
| Baron Wraxall                           | 1928                |                                                           |
| Baron Remnant                           | 1928                |                                                           |
| Baron Craigmyle                         | 1929                |                                                           |
| Baron Dulverton                         | 1929                |                                                           |
| Baron Luke                              | 1929                |                                                           |
| Baron Alvingham                         | 1929                |                                                           |
| Baron Baden-Powell                      | 1929                |                                                           |
| Baron Ponsonby of Shulbrede             | 1930                | Baron Ponsonby of Roehampton for Life                     |
| Baron Dickinson                         | 1930                |                                                           |
| Baron Noel-Buxton                       | 1930                |                                                           |
| Baron Howard of Penrith                 | 1930                |                                                           |
| Baron Rochester                         | 1931                |                                                           |
| Baron Selsdon                           | 1932                |                                                           |
| Baron Moyne                             | 1932                |                                                           |
| Baron Davies                            | 1932                |                                                           |
| Baron Rankeillour                       | 1932                |                                                           |
| Baron Brocket                           | 1933                |                                                           |
| Baron Milne                             | 1933                |                                                           |
| Baron Rennell                           | 1933                |                                                           |
| Baron Mottistone                        | 1933                |                                                           |
| Baron Iliffe                            | 1933                |                                                           |
| Baron Palmer                            | 1933                |                                                           |
| Baron Rockley                           | 1934                |                                                           |
| Baron Elton                             | 1934                |                                                           |
| Baron Bingham                           | 1934                | Earl of Lucan in der Peerage of Ireland                   |
| Baron Wakehurst                         | 1934                |                                                           |
| Baron Hesketh                           | 1935                |                                                           |
| Baron Tweedsmuir                        | 1935                |                                                           |
| Baron Wigram                            | 1935                |                                                           |
| Baron Riverdale                         | 1935                |                                                           |
| Baron May                               | 1935                |                                                           |
| Baron Kennet                            | 1935                |                                                           |
| Baron Strathcarron                      | 1936                |                                                           |
| Baron Catto                             | 1936                |                                                           |
| Baron Windlesham                        | 1937                |                                                           |
| Baron Mancroft                          | 1937                |                                                           |
| Baron McGowan                           | 1937                |                                                           |
| Baron Denham                            | 1937                |                                                           |
| Baron Rea                               | 1937                |                                                           |
| Baron Chatfield                         | 1937                |                                                           |
| Baron Cadman                            | 1937                |                                                           |
| Baron Kenilworth                        | 1937                |                                                           |
| Baron Pender                            | 1937                |                                                           |
| Baron Roborough                         | 1938                |                                                           |
| Baron Brassey of Apethorpe              | 1938                |                                                           |
| Baron Stamp                             | 1938                |                                                           |
| Baron Bicester                          | 1938                |                                                           |
| Baron Milford                           | 1939                |                                                           |
| Baron Hankey                            | 1939                |                                                           |
| Baron Harmsworth                        | 1939                |                                                           |
| Baron Rotherwick                        | 1939                |                                                           |
| Baron Glentoran                         | 1939                |                                                           |
| Baron Tryon                             | 1940                |                                                           |
| Baron Croft                             | 1940                |                                                           |
| Baron Teviot                            | 1940                |                                                           |
| Baron Nathan                            | 1940                |                                                           |
| Baron Reith                             | 1940                |                                                           |
| Baron Kindersley                        | 1941                |                                                           |
| Baron Ironside                          | 1941                |                                                           |
| Baron Latham                            | 1942                |                                                           |
| Baron Wedgwood                          | 1942                |                                                           |
| Baron Geddes                            | 1942                |                                                           |
| Baron Bruntisfield                      | 1942                |                                                           |
| Baron Brabazon of Tara                  | 1942                |                                                           |
| Baron Keyes                             | 1943                |                                                           |
| Baron Hemingford                        | 1943                |                                                           |
| Baron Moran                             | 1943                |                                                           |
| Baron Killearn                          | 1943                |                                                           |
| Baron Dowding                           | 1943                |                                                           |
| Baron Gretton                           | 1944                |                                                           |
| Baron Westwood                          | 1944                |                                                           |
| Baron Hazlerigg                         | 1945                |                                                           |
| Baron Hacking                           | 1945                |                                                           |
| Baron Balfour of Inchrye                | 1945                |                                                           |
| Baron Chetwode                          | 1945                |                                                           |
| Baron Sandford                          | 1945                |                                                           |
| Baron Altrincham                        | 1945                |                                                           |
| Baron Broadbridge                       | 1945                |                                                           |
| Baron Mountevans                        | 1945                |                                                           |
| Baron Lindsay of Birker                 | 1945                |                                                           |
| Baron Piercy                            | 1945                |                                                           |
| Baron Chorley                           | 1945                |                                                           |
| Baron Calverley                         | 1945                |                                                           |
| Baron Tedder                            | 1946                |                                                           |
| Baron Colgrain                          | 1946                |                                                           |
| Baron Darwen                            | 1946                |                                                           |
| Baron Wilson                            | 1946                |                                                           |
| Baron Lucas of Chilworth                | 1946                |                                                           |
| Baron Shepherd                          | 1946                |                                                           |
| Baron Newall                            | 1946                |                                                           |
| Baron Layton                            | 1947                |                                                           |
| Baron Simon of Wythenshawe              | 1947                |                                                           |
| Baron Kershaw                           | 1947                |                                                           |
| Baron Trefgarne                         | 1947                |                                                           |
| Baron Rugby                             | 1947                |                                                           |
| Baron Crook                             | 1947                |                                                           |
| Baron Amwell                            | 1947                |                                                           |
| Baron Milverton                         | 1947                |                                                           |
| Baron Clydesmuir                        | 1948                |                                                           |
| Baron Burden                            | 1950                |                                                           |
| Baron Haden-Guest                       | 1950                |                                                           |
| Baron Silkin                            | 1950                |                                                           |
| Baron Ogmore                            | 1950                |                                                           |
| Baron Hives                             | 1950                |                                                           |
| Baron Morris of Kenwood                 | 1950                |                                                           |
| Baron Macpherson of Drumochter          | 1951                |                                                           |
| Baron Kenswood                          | 1951                |                                                           |
| Baron Freyberg                          | 1951                |                                                           |
| Baron Milner of Leeds                   | 1951                |                                                           |
| Baron Kirkwood                          | 1951                |                                                           |
| Baron Wise                              | 1951                |                                                           |
| Baron Jeffreys                          | 1952                |                                                           |
| Baron Rathcavan                         | 1953                |                                                           |
| Baron Baillieu                          | 1953                |                                                           |
| Baron Grantchester                      | 1953                |                                                           |
| Baron Coleraine                         | 1954                |                                                           |
| Baron Harvey of Tasburgh                | 1954                |                                                           |
| Baron Gridley                           | 1955                |                                                           |
| Baron Strathalmond                      | 1955                |                                                           |
| Baron Strathclyde                       | 1955                |                                                           |
| Baron Clitheroe                         | 1955                |                                                           |
| Baron McNair                            | 1955                |                                                           |
| Baron Colyton                           | 1956                |                                                           |
| Baron Astor of Hever                    | 1956                |                                                           |
| Baron Sinclair of Cleeve                | 1957                |                                                           |
| Baron Bridges                           | 1957                |                                                           |
| Baron Norrie                            | 1957                |                                                           |
| Baron Harding of Petherton              | 1958                |                                                           |
| Baron Birkett                           | 1958                |                                                           |
| Baron Poole                             | 1958                |                                                           |
| Baron Rootes                            | 1959                |                                                           |
| Baron Netherthorpe                      | 1959                |                                                           |
| Baron Crathorne                         | 1959                |                                                           |
| Baron Spens                             | 1959                |                                                           |
| Baron MacAndrew                         | 1959                |                                                           |
| Baron Cobbold                           | 1960                |                                                           |
| Baron Nelson of Stafford                | 1960                |                                                           |
| Baron Howick of Glendale                | 1960                |                                                           |
| Baron Sanderson of Ayot                 | 1960                |                                                           |
| Baron Fairhaven                         | 1961                |                                                           |
| Baron Robertson of Oakridge             | 1961                |                                                           |
| Baron Marks of Broughton                | 1961                |                                                           |
| Baron Leighton of St. Mellons           | 1962                |                                                           |
| Baron Brain                             | 1962                |                                                           |
| Baron Aldington                         | 1962                |                                                           |
| Baron Inchyra                           | 1962                |                                                           |
| Baron Silsoe                            | 1963                |                                                           |
| Baron Thomson of Fleet                  | 1964                |                                                           |
| Baron Martonmere                        | 1964                |                                                           |
| Baron Inglewood                         | 1964                |                                                           |
| Baron Sherfield                         | 1964                |                                                           |
| Baron Glendevon                         | 1964                |                                                           |
| Baron Grimston of Westbury              | 1964                |                                                           |
| Baron Renwick                           | 1964                |                                                           |
| Baron St. Helens                        | 1964                |                                                           |
| Baron Margadale                         | 1965                |                                                           |

## Barone auf Lebenszeit in der Peerage of the United Kingdom
Diese Liste umfasst nur die noch lebenden Barone auf Lebenszeit in der Peerage of the United Kingdom.

### Verleihungen unter demAppellate Jurisdiction Act 1876
| Titel                             | Jahr der Verleihung | Andere Titel |
| --------------------------------- | ------------------- | ------------ |
| Baron Woolf                       | 1992                |              |
| Baron Hoffmann                    | 1995                |              |
| Baron Saville of Newdigate        | 1997                |              |
| Baron Phillips of Worth Matravers | 1999                |              |
| Baron Scott of Foscote            | 2000                |              |
| Baroness Hale of Richmond         | 2004                |              |
| Baron Mance                       | 2005                |              |
| Baron Neuberger of Abbotsbury     | 2007                |              |
| Baron Collins of Mapesbury        | 2009                |              |

### Verleihungen unter demLife Peerages Act 1958
| Titel                                      | Jahr der Verleihung | Andere Titel                                                    |
| ------------------------------------------ | ------------------- | --------------------------------------------------------------- |
| Baron Tanlaw                               | 1971                |                                                                 |
| Baron Mackay of Clashfern                  | 1979                |                                                                 |
| Baroness Cox                               | 1983                |                                                                 |
| Baron Vinson                               | 1985                |                                                                 |
| Baron Donoughue                            | 1985                |                                                                 |
| Baron Sanderson of Bowden                  | 1985                |                                                                 |
| Baroness Hooper                            | 1985                |                                                                 |
| Baroness Blackstone                        | 1987                |                                                                 |
| Baron Irvine of Lairg                      | 1987                |                                                                 |
| Baron Stevens of Ludgate                   | 1987                |                                                                 |
| Baron McColl of Dulwich                    | 1989                |                                                                 |
| Baroness Eccles of Moulton                 | 1990                |                                                                 |
| Baron Cavendish of Furness                 | 1990                |                                                                 |
| Baroness Cumberlege                        | 1990                |                                                                 |
| Baron Pearson of Rannoch                   | 1990                |                                                                 |
| Baroness Dunn                              | 1990                |                                                                 |
| Baron Sterling of Plaistow                 | 1991                |                                                                 |
| Baron Palumbo                              | 1991                |                                                                 |
| Baron Griffiths of Fforestfach             | 1991                |                                                                 |
| Baroness Seccombe                          | 1991                |                                                                 |
| Baron Desai                                | 1991                |                                                                 |
| Baroness Hamwee                            | 1991                |                                                                 |
| Baron Marlesford                           | 1991                |                                                                 |
| Baroness Hilton of Eggardon                | 1991                |                                                                 |
| Baroness Mallalieu                         | 1991                |                                                                 |
| Baron Hollick                              | 1991                |                                                                 |
| Baron Skidelsky                            | 1991                |                                                                 |
| Baroness Perry of Southwark                | 1991                |                                                                 |
| Baron Craig of Radley                      | 1991                |                                                                 |
| Baron Rodgers of Quarry Bank               | 1992                |                                                                 |
| Baron Wilson of Tillyorn                   | 1992                |                                                                 |
| Baroness Chalker of Wallasey               | 1992                |                                                                 |
| Baron Wakeham                              | 1992                |                                                                 |
| Baron Owen                                 | 1992                |                                                                 |
| Baron Eatwell                              | 1992                |                                                                 |
| Baron Plant of Highfield                   | 1992                |                                                                 |
| Baron Archer of Weston-super-Mare          | 1992                |                                                                 |
| Baroness Jay of Paddington                 | 1992                |                                                                 |
| Baron Elis-Thomas                          | 1992                |                                                                 |
| Baron Haskel                               | 1993                |                                                                 |
| Baroness Gould of Potternewton             | 1993                |                                                                 |
| Baron Dixon-Smith                          | 1993                |                                                                 |
| Baron Tugendhat                            | 1993                |                                                                 |
| Baron Nickson                              | 1994                |                                                                 |
| Baron Dubs                                 | 1994                |                                                                 |
| Baron Tope                                 | 1994                |                                                                 |
| Baroness Rawlings                          | 1994                |                                                                 |
| Baroness Hogg                              | 1995                |                                                                 |
| Baroness Smith of Gilmorehill              | 1995                |                                                                 |
| Baron Hope of Craighead                    | 1995                |                                                                 |
| Baron Blyth of Rowington                   | 1995                |                                                                 |
| Baron Eames                                | 1995                |                                                                 |
| Baron Winston                              | 1995                |                                                                 |
| Baron Wallace of Saltaire                  | 1995                |                                                                 |
| Baron McNally                              | 1995                |                                                                 |
| Baroness Hayman                            | 1995                |                                                                 |
| Baron Sewel                                | 1996                |                                                                 |
| Baron Harris of Peckham                    | 1996                |                                                                 |
| Baroness Wilcox                            | 1996                |                                                                 |
| Baron Bowness                              | 1996                |                                                                 |
| Baron Taverne                              | 1996                |                                                                 |
| Baron Thomas of Gresford                   | 1996                |                                                                 |
| Baron Currie of Marylebone                 | 1996                |                                                                 |
| Baron Taylor of Warwick                    | 1996                |                                                                 |
| Baron Saatchi                              | 1996                |                                                                 |
| Baroness Symons of Vernham Dean            | 1996                |                                                                 |
| Baron Alderdice                            | 1996                |                                                                 |
| Baron Paul                                 | 1996                |                                                                 |
| Baroness Ramsay of Cartvale                | 1996                |                                                                 |
| Baroness Anelay of St Johns                | 1996                |                                                                 |
| Baroness Byford                            | 1996                |                                                                 |
| Baron Chadlington                          | 1996                |                                                                 |
| Baron MacLaurin of Knebworth               | 1996                |                                                                 |
| Baron Whitty                               | 1996                |                                                                 |
| Baroness Emerton                           | 1997                |                                                                 |
| Baron Lloyd-Webber                         | 1997                |                                                                 |
| Baron Falconer of Thoroton                 | 1997                |                                                                 |
| Baron Simon of Highbury                    | 1997                |                                                                 |
| Baron Hardie                               | 1997                |                                                                 |
| Baron Jopling                              | 1997                |                                                                 |
| Baron Howell of Guildford                  | 1997                |                                                                 |
| Baron Steel of Aikwood                     | 1997                |                                                                 |
| Baron Alton of Liverpool                   | 1997                |                                                                 |
| Baron Hurd of Westwell                     | 1997                |                                                                 |
| Baron Baker of Dorking                     | 1997                |                                                                 |
| Baron Patten                               | 1997                |                                                                 |
| Baron Levene of Portsoken                  | 1997                |                                                                 |
| Baron Levy                                 | 1997                |                                                                 |
| Baroness Amos                              | 1997                |                                                                 |
| Baron Newby                                | 1997                |                                                                 |
| Baron Renwick of Clifton                   | 1997                |                                                                 |
| Baron Lang of Monkton                      | 1997                |                                                                 |
| Baroness Ludford                           | 1997                |                                                                 |
| Baroness Fookes                            | 1997                |                                                                 |
| Baron Blackwell                            | 1997                |                                                                 |
| Baron Sainsbury of Turville                | 1997                |                                                                 |
| Baron Davies of Oldham                     | 1997                |                                                                 |
| Baron Cope of Berkeley                     | 1997                |                                                                 |
| Baroness Pitkeathley                       | 1997                |                                                                 |
| Baron Hunt of Kings Heath                  | 1997                |                                                                 |
| Baron Hunt of Wirral                       | 1997                |                                                                 |
| Baron Razzall                              | 1997                |                                                                 |
| Baron Brooke of Alverthorpe                | 1997                |                                                                 |
| Baron Dholakia                             | 1997                |                                                                 |
| Baron Puttnam                              | 1997                |                                                                 |
| Baroness Kennedy of The Shaws              | 1997                |                                                                 |
| Baron Naseby                               | 1997                |                                                                 |
| Baron Higgins                              | 1997                |                                                                 |
| Baron Stone of Blackheath                  | 1997                |                                                                 |
| Baron Freeman                              | 1997                |                                                                 |
| Baroness Scotland of Asthal                | 1997                |                                                                 |
| Baron Bassam of Brighton                   | 1997                |                                                                 |
| Baroness Nicholson of Winterbourne         | 1997                |                                                                 |
| Baroness Young of Old Scone                | 1997                |                                                                 |
| Baron Simpson of Dunkeld                   | 1997                |                                                                 |
| Baron Watson of Invergowrie                | 1997                |                                                                 |
| Baron Ryder of Wensum                      | 1997                |                                                                 |
| Baron Hattersley                           | 1997                |                                                                 |
| Baron Butler of Brockwell                  | 1998                |                                                                 |
| Baron Mackenzie of Framwellgate            | 1998                |                                                                 |
| Baron Clement-Jones                        | 1998                |                                                                 |
| Baron Alli                                 | 1998                |                                                                 |
| Baroness Uddin                             | 1998                |                                                                 |
| Baron Burns                                | 1998                |                                                                 |
| Baroness Goudie                            | 1998                |                                                                 |
| Baroness Buscombe                          | 1998                |                                                                 |
| Baroness Thornton                          | 1998                |                                                                 |
| Baron Lamont of Lerwick                    | 1998                |                                                                 |
| Baroness Crawley                           | 1998                |                                                                 |
| Baron Haskins                              | 1998                |                                                                 |
| Baron Laming                               | 1998                |                                                                 |
| Baron Bach                                 | 1998                |                                                                 |
| Baroness Miller of Chilthorne Domer        | 1998                |                                                                 |
| Baron Evans of Watford                     | 1998                |                                                                 |
| Baron Warner                               | 1998                |                                                                 |
| Baron Clarke of Hampstead                  | 1998                |                                                                 |
| Baron Christopher                          | 1998                |                                                                 |
| Baron Brookman                             | 1998                |                                                                 |
| Baron Norton of Louth                      | 1998                |                                                                 |
| Baroness Sharp of Guildford                | 1998                |                                                                 |
| Baroness Richardson of Calow               | 1998                |                                                                 |
| Baron Ahmed                                | 1998                |                                                                 |
| Baron Bragg                                | 1998                |                                                                 |
| Baron Sawyer                               | 1998                |                                                                 |
| Baron Harris of Haringey                   | 1998                |                                                                 |
| Baron Macdonald of Tradeston               | 1998                |                                                                 |
| Baroness O’Neill of Bengarve               | 1999                |                                                                 |
| Baron Patel                                | 1999                |                                                                 |
| Baroness Warwick of Undercliffe            | 1999                |                                                                 |
| Baron Stevenson of Coddenham               | 1999                |                                                                 |
| Baroness Stern                             | 1999                |                                                                 |
| Baron Forsyth of Drumlean                  | 1999                |                                                                 |
| Baron Faulkner of Worcester                | 1999                |                                                                 |
| Baroness Prashar                           | 1999                |                                                                 |
| Baroness Hanham                            | 1999                |                                                                 |
| Baron Rogan                                | 1999                |                                                                 |
| Baron Foster of Thames Bank                | 1999                |                                                                 |
| Baron Lea of Crondall                      | 1999                |                                                                 |
| Baron Rennard                              | 1999                |                                                                 |
| Baroness Howells of St Davids              | 1999                |                                                                 |
| Baron Bradshaw                             | 1999                |                                                                 |
| Baron Watson of Richmond                   | 1999                |                                                                 |
| Baron Kirkham                              | 1999                |                                                                 |
| Baron Grabiner                             | 1999                |                                                                 |
| Baron Carlile of Berriew                   | 1999                |                                                                 |
| Baron Oxburgh                              | 1999                |                                                                 |
| Baron Waldegrave of North Hill             | 1999                |                                                                 |
| Baron Goldsmith                            | 1999                |                                                                 |
| Baron Filkin                               | 1999                |                                                                 |
| Baron Lipsey                               | 1999                |                                                                 |
| Baroness Barker                            | 1999                |                                                                 |
| Baron Sharman                              | 1999                |                                                                 |
| Baroness Ashton of Upholland               | 1999                |                                                                 |
| Baroness McIntosh of Hudnall               | 1999                |                                                                 |
| Baron Woolmer of Leeds                     | 1999                |                                                                 |
| Baroness Gale                              | 1999                |                                                                 |
| Baron MacKenzie of Culkein                 | 1999                |                                                                 |
| Baroness Whitaker                          | 1999                |                                                                 |
| Baroness Harris of Richmond                | 1999                |                                                                 |
| Baron Robertson of Port Ellen              | 1999                |                                                                 |
| Baron Gascoyne-Cecil                       | 1999                | Marquess of Salisbury in der Peerage of Great Britain           |
| Baron Birt                                 | 2000                |                                                                 |
| Baron Powell of Bayswater                  | 2000                |                                                                 |
| Baron Grenfell of Kilvey                   | 2000                | Lord Grenfell in der Peerage of the United Kingdom              |
| Baron Gueterbock                           | 2000                | Lord Berkeley in der Peerage of England                         |
| Baron Mitford                              | 2000                | Lord Redesdale in der Peerage of the United Kingdom             |
| Baron Lyttleton of Aldershot               | 2000                | Viscount Chandos in der Peerage of the United Kingdom           |
| Baron Erskine of Alloa Tower               | 2000                | Earl of Mar and Kellie in der Peerage of Scotland               |
| Baron Ponsonby of Roehampton               | 2000                | Lord Ponsonby of Shulbrede in der Peerage of the United Kingdom |
| Baroness Northover                         | 2000                |                                                                 |
| Baron Oakeshott of Seagrove Bay            | 2000                |                                                                 |
| Baroness Billingham                        | 2000                |                                                                 |
| Baron Brennan                              | 2000                |                                                                 |
| Baroness Cohen of Pimlico                  | 2000                |                                                                 |
| Baron Layard                               | 2000                |                                                                 |
| Baron Turnberg                             | 2000                |                                                                 |
| Baron Hunt of Chesterton                   | 2000                |                                                                 |
| Baroness Andrews                           | 2000                |                                                                 |
| Baron Mitchell                             | 2000                |                                                                 |
| Baron Parekh                               | 2000                |                                                                 |
| Baroness Scott of Needham Market           | 2000                |                                                                 |
| Baroness Walmsley                          | 2000                |                                                                 |
| Baron Coe                                  | 2000                |                                                                 |
| Baron Jordan                               | 2000                |                                                                 |
| Baroness Noakes                            | 2000                |                                                                 |
| Baron Hodgson of Astley Abbotts            | 2000                |                                                                 |
| Baron Morgan                               | 2000                |                                                                 |
| Baron Luce                                 | 2000                |                                                                 |
| Baron Ashcroft                             | 2000                |                                                                 |
| Baron Best                                 | 2001                |                                                                 |
| Baron Rooker                               | 2001                |                                                                 |
| Baroness Greenfield                        | 2001                |                                                                 |
| Baron Hannay of Chiswick                   | 2001                |                                                                 |
| Baroness Morgan of Huyton                  | 2001                |                                                                 |
| Baroness Howarth of Breckland              | 2001                |                                                                 |
| Baron Guthrie of Craigiebank               | 2001                |                                                                 |
| Baron Condon                               | 2001                |                                                                 |
| Baroness Finlay of Llandaff                | 2001                |                                                                 |
| Baron Browne of Madingley                  | 2001                |                                                                 |
| Baron Adebowale                            | 2001                |                                                                 |
| Baron Clark of Windermere                  | 2001                |                                                                 |
| Baron Grocott                              | 2001                |                                                                 |
| Baron Fowler                               | 2001                |                                                                 |
| Baron Campbell-Savours                     | 2001                |                                                                 |
| Baron MacGregor of Pulham Market           | 2001                |                                                                 |
| Baron Jones                                | 2001                |                                                                 |
| Baron King of Bridgwater                   | 2001                |                                                                 |
| Baron Heseltine                            | 2001                |                                                                 |
| Baroness Golding                           | 2001                |                                                                 |
| Baron Kilclooney                           | 2001                |                                                                 |
| Baron Maginnis of Drumglass                | 2001                |                                                                 |
| Baron Black of Crossharbour                | 2001                |                                                                 |
| Baron Carey of Clifton                     | 2002                |                                                                 |
| Baron Wilson of Dinton                     | 2002                |                                                                 |
| Baron Cullen of Whitekirk                  | 2003                |                                                                 |
| Baron Triesman                             | 2004                |                                                                 |
| Baron Kalms                                | 2004                |                                                                 |
| Baron Drayson                              | 2004                |                                                                 |
| Baroness Falkner of Margravine             | 2004                |                                                                 |
| Baron Tunnicliffe                          | 2004                |                                                                 |
| Baron Howard of Rising                     | 2004                |                                                                 |
| Baron Carter of Coles                      | 2004                |                                                                 |
| Baron Snape                                | 2004                |                                                                 |
| Baroness Morris of Bolton                  | 2004                |                                                                 |
| Baron Truscott                             | 2004                |                                                                 |
| Baroness Prosser                           | 2004                |                                                                 |
| Baroness Morgan of Drefelin                | 2004                |                                                                 |
| Baron Laidlaw                              | 2004                |                                                                 |
| Baroness Neuberger                         | 2004                |                                                                 |
| Baron Roberts of Llandudno                 | 2004                |                                                                 |
| Baron Giddens                              | 2004                |                                                                 |
| Baron Rana                                 | 2004                |                                                                 |
| Baroness Murphy                            | 2004                |                                                                 |
| Baron Maxton                               | 2004                |                                                                 |
| Baron Dykes                                | 2004                |                                                                 |
| Baron Broers                               | 2004                |                                                                 |
| Baroness Young of Hornsey                  | 2004                |                                                                 |
| Baron Vallance of Tummel                   | 2004                |                                                                 |
| Baroness Bonham-Carter of Yarnbury         | 2004                |                                                                 |
| Baron Young of Norwood Green               | 2004                |                                                                 |
| Baroness Royall of Blaisdon                | 2004                |                                                                 |
| Baron Rowlands                             | 2004                |                                                                 |
| Baron Cameron of Dillington                | 2004                |                                                                 |
| Baron Griffiths of Burry Port              | 2004                |                                                                 |
| Baron Kerr of Kinlochard                   | 2004                |                                                                 |
| Baroness D’Souza                           | 2004                |                                                                 |
| Baron Alliance                             | 2004                |                                                                 |
| Baron Patten of Barnes                     | 2005                |                                                                 |
| Baron Kinnock                              | 2005                |                                                                 |
| Baron Hope of Thornes                      | 2005                |                                                                 |
| Baron Stevens of Kirkwhelpington           | 2005                |                                                                 |
| Baron Adonis                               | 2005                |                                                                 |
| Baroness Fritchie                          | 2005                |                                                                 |
| Baron Kirkwood of Kirkhope                 | 2005                |                                                                 |
| Baroness Taylor of Bolton                  | 2005                |                                                                 |
| Baroness Morris of Yardley                 | 2005                |                                                                 |
| Baron Howarth of Newport                   | 2005                |                                                                 |
| Baron Tyler                                | 2005                |                                                                 |
| Baron Foulkes of Cumnock                   | 2005                |                                                                 |
| Baron Hamilton of Epsom                    | 2005                |                                                                 |
| Baroness Shephard of Northwold             | 2005                |                                                                 |
| Baroness Clark of Calton                   | 2005                |                                                                 |
| Baron Moonie                               | 2005                |                                                                 |
| Baron Smith of Finsbury                    | 2005                |                                                                 |
| Baroness Tonge                             | 2005                |                                                                 |
| Baroness Bottomley of Nettlestone          | 2005                |                                                                 |
| Baron Cunningham of Felling                | 2005                |                                                                 |
| Baron Anderson of Swansea                  | 2005                |                                                                 |
| Baroness Adams of Craigielea               | 2005                |                                                                 |
| Baron Soley                                | 2005                |                                                                 |
| Baroness Corston                           | 2005                |                                                                 |
| Baron Goodlad                              | 2005                |                                                                 |
| Baron Rees of Ludlow                       | 2005                |                                                                 |
| Baron Turner of Ecchinswell                | 2005                |                                                                 |
| Baroness Deech                             | 2005                |                                                                 |
| Baroness Valentine                         | 2005                |                                                                 |
| Baron Turnbull                             | 2005                |                                                                 |
| Baron Hastings of Scarisbrick              | 2005                |                                                                 |
| Baron Davidson of Glen Clova               | 2006                |                                                                 |
| Baron Crisp                                | 2006                |                                                                 |
| Baron Lee of Trafford                      | 2006                |                                                                 |
| Baroness Thomas of Winchester              | 2006                |                                                                 |
| Baroness Quin                              | 2006                |                                                                 |
| Baron Taylor of Holbeach                   | 2006                |                                                                 |
| Baron Burnett                              | 2006                |                                                                 |
| Baroness Kingsmill                         | 2006                |                                                                 |
| Baron Teverson                             | 2006                |                                                                 |
| Baroness Verma                             | 2006                |                                                                 |
| Baroness Jones of Whitchurch               | 2006                |                                                                 |
| Baroness Ford                              | 2006                |                                                                 |
| Baron Morrow                               | 2006                |                                                                 |
| Baron Morris of Handsworth                 | 2006                |                                                                 |
| Baron Marland                              | 2006                |                                                                 |
| Baron Patel of Bradford                    | 2006                |                                                                 |
| Baron James of Blackheath                  | 2006                |                                                                 |
| Baron Bradley                              | 2006                |                                                                 |
| Baron Browne of Belmont                    | 2006                |                                                                 |
| Baroness Butler-Sloss                      | 2006                |                                                                 |
| Baron Low of Dalston                       | 2006                |                                                                 |
| Baroness Paisley of St. George’s           | 2006                |                                                                 |
| Baron Boyd of Duncansby                    | 2006                |                                                                 |
| Baron Dear                                 | 2006                |                                                                 |
| Baron Bilimoria                            | 2006                |                                                                 |
| Baroness Meacher                           | 2006                |                                                                 |
| Baron Harries of Pentregarth               | 2006                |                                                                 |
| Baron Jay of Ewelme                        | 2006                |                                                                 |
| Baron Walker of Aldringham                 | 2006                |                                                                 |
| Baroness Coussins                          | 2006                |                                                                 |
| Baron Bew                                  | 2006                |                                                                 |
| Baron Hameed                               | 2007                |                                                                 |
| Baron Krebs                                | 2007                |                                                                 |
| Baron Mawson                               | 2007                |                                                                 |
| Baroness Campbell of Surbiton              | 2007                |                                                                 |
| Baron Malloch-Brown                        | 2007                |                                                                 |
| Baron West of Spithead                     | 2007                |                                                                 |
| Baron Jones of Birmingham                  | 2007                |                                                                 |
| Baroness Vadera                            | 2007                |                                                                 |
| Baron Darzi of Denham                      | 2007                |                                                                 |
| Baron Janvrin                              | 2007                |                                                                 |
| Baroness Warsi                             | 2007                |                                                                 |
| Baroness Neville-Jones                     | 2007                |                                                                 |
| Baroness Garden of Frognal                 | 2007                |                                                                 |
| Baron Wallace of Tankerness                | 2007                |                                                                 |
| Baron Stern of Brentford                   | 2007                |                                                                 |
| Baron Mogg                                 | 2008                |                                                                 |
| Baron Smith of Kelvin                      | 2008                |                                                                 |
| Baroness Manningham-Buller                 | 2008                |                                                                 |
| Baron Bates                                | 2008                |                                                                 |
| Baron Mandelson                            | 2008                |                                                                 |
| Baron Carter of Barnes                     | 2008                |                                                                 |
| Baron Pannick                              | 2008                |                                                                 |
| Baroness Campbell of Loughborough          | 2008                |                                                                 |
| Baron Davies of Abersoch                   | 2009                |                                                                 |
| Baron Clarke of Stone-cum-Ebony            | 2009                |                                                                 |
| Baron Freud                                | 2009                |                                                                 |
| Baron Sugar                                | 2009                |                                                                 |
| Baroness O’Loan                            | 2009                |                                                                 |
| Baron Hall of Birkenhead                   | 2010                |                                                                 |
| Baron Kakkar                               | 2010                |                                                                 |
| Baroness Grey-Thompson                     | 2010                |                                                                 |
| Baron Bichard                              | 2010                |                                                                 |
| Baron Hill of Oareford                     | 2010                |                                                                 |
| Baron Wei                                  | 2010                |                                                                 |
| Baron Sassoon                              | 2010                |                                                                 |
| Baroness Sherlock                          | 2010                |                                                                 |
| Baron McFall of Alcluith                   | 2010                |                                                                 |
| Baron Wolfson of Aspley Guise              | 2010                |                                                                 |
| Baron Willis of Knaresborough              | 2010                |                                                                 |
| Baroness Armstrong of Hill Top             | 2010                |                                                                 |
| Baron Liddle                               | 2010                |                                                                 |
| Baroness Drake                             | 2010                |                                                                 |
| Baroness Wheeler                           | 2010                |                                                                 |
| Baron Deben                                | 2010                |                                                                 |
| Baron Kennedy of Southwark                 | 2010                |                                                                 |
| Baroness Hayter of Kentish Town            | 2010                |                                                                 |
| Baron Knight of Weymouth                   | 2010                |                                                                 |
| Baron Gardiner of Kimble                   | 2010                |                                                                 |
| Baron German                               | 2010                |                                                                 |
| Baroness Hussein-Ece                       | 2010                |                                                                 |
| Baroness Benjamin                          | 2010                |                                                                 |
| Baroness Donaghy                           | 2010                |                                                                 |
| Baron Hutton of Furness                    | 2010                |                                                                 |
| Baron Boateng                              | 2010                |                                                                 |
| Baron McConnell of Glenscorrodale          | 2010                |                                                                 |
| Baron Touhig                               | 2010                |                                                                 |
| Baron Davies of Stamford                   | 2010                |                                                                 |
| Baroness Smith of Basildon                 | 2010                |                                                                 |
| Baroness Liddell of Coatdyke               | 2010                |                                                                 |
| Baron Boswell of Aynho                     | 2010                |                                                                 |
| Baron Black of Brentwood                   | 2010                |                                                                 |
| Baroness Browning                          | 2010                |                                                                 |
| Baron Wills                                | 2010                |                                                                 |
| Baron Popat                                | 2010                |                                                                 |
| Baroness Stedman-Scott                     | 2010                |                                                                 |
| Baron Macdonald of River Glaven            | 2010                |                                                                 |
| Baron Stevenson of Balmacara               | 2010                |                                                                 |
| Baron Howard of Lympne                     | 2010                |                                                                 |
| Baron Shipley                              | 2010                |                                                                 |
| Baroness Newlove                           | 2010                |                                                                 |
| Baroness Parminter                         | 2010                |                                                                 |
| Baroness Hughes of Stretford               | 2010                |                                                                 |
| Baron Taylor of Goss Moor                  | 2010                |                                                                 |
| Baron Reid of Cardowan                     | 2010                |                                                                 |
| Baroness Nye                               | 2010                |                                                                 |
| Baroness Healy of Primrose Hill            | 2010                |                                                                 |
| Baron Beecham                              | 2010                |                                                                 |
| Baron Faulks                               | 2010                |                                                                 |
| Baroness Eaton                             | 2010                |                                                                 |
| Baron Allan of Hallam                      | 2010                |                                                                 |
| Baron Browne of Ladyton                    | 2010                |                                                                 |
| Baron Monks                                | 2010                |                                                                 |
| Baron Hennessy of Nympsfield               | 2010                |                                                                 |
| Baroness Hollins                           | 2010                |                                                                 |
| Baron Green of Hurstpierpoint              | 2010                |                                                                 |
| Baron Kerr of Monteviot                    | 2010                | Marquess of Lothian in der Peerage of Scotland                  |
| Baron Lingfield                            | 2010                |                                                                 |
| Baron Feldman of Elstree                   | 2010                |                                                                 |
| Baron Dobbs                                | 2010                |                                                                 |
| Baron Sharkey                              | 2010                |                                                                 |
| Baron Ribeiro                              | 2010                |                                                                 |
| Baroness Shackleton of Belgravia           | 2010                |                                                                 |
| Baroness Doocey                            | 2010                |                                                                 |
| Baroness Kramer                            | 2010                |                                                                 |
| Baroness Wheatcroft                        | 2010                |                                                                 |
| Baron True                                 | 2010                |                                                                 |
| Baron Lexden                               | 2010                |                                                                 |
| Baroness Jolly                             | 2010                |                                                                 |
| Baron Risby                                | 2010                |                                                                 |
| Baroness Stowell of Beeston                | 2011                |                                                                 |
| Baron Strasburger                          | 2011                |                                                                 |
| Baron Marks of Henley-on-Thames            | 2011                |                                                                 |
| Baron Wasserman                            | 2011                |                                                                 |
| Baron Fellowes of West Stafford            | 2011                |                                                                 |
| Baron Loomba                               | 2011                |                                                                 |
| Baron Ahmad of Wimbledon                   | 2011                |                                                                 |
| Baron Flight                               | 2011                |                                                                 |
| Baron Edmiston                             | 2011                |                                                                 |
| Baron Framlingham                          | 2011                |                                                                 |
| Baron Wood of Anfield                      | 2011                |                                                                 |
| Baron Empey                                | 2011                |                                                                 |
| Baron Palmer of Childs Hill                | 2011                |                                                                 |
| Baron Stoneham of Droxford                 | 2011                |                                                                 |
| Baroness Berridge                          | 2011                |                                                                 |
| Baron Fink                                 | 2011                |                                                                 |
| Baron Dannatt                              | 2011                |                                                                 |
| Baron Wigley                               | 2011                |                                                                 |
| Baron Collins of Highbury                  | 2011                |                                                                 |
| Baron Hussain                              | 2011                |                                                                 |
| Baroness Bakewell                          | 2011                |                                                                 |
| Baron Kestenbaum                           | 2011                |                                                                 |
| Baroness Morgan of Ely                     | 2011                |                                                                 |
| Baron Magan of Castletown                  | 2011                |                                                                 |
| Baron Grade of Yarmouth                    | 2011                |                                                                 |
| Baroness Jenkin of Kennington              | 2011                |                                                                 |
| Baroness King of Bow                       | 2011                |                                                                 |
| Baroness Randerson                         | 2011                |                                                                 |
| Baroness Tyler of Enfield                  | 2011                |                                                                 |
| Baron Stirrup                              | 2011                |                                                                 |
| Baroness Lister of Burtersett              | 2011                |                                                                 |
| Baroness Worthington                       | 2011                |                                                                 |
| Baron Glendonbrook                         | 2011                |                                                                 |
| Baron Gold                                 | 2011                |                                                                 |
| Baron Storey                               | 2011                |                                                                 |
| Baron Stephen                              | 2011                |                                                                 |
| Baron Glasman                              | 2011                |                                                                 |
| Baroness Brinton                           | 2011                |                                                                 |
| Baron Blencathra                           | 2011                |                                                                 |
| Baron Singh of Wimbledon                   | 2011                |                                                                 |
| Baron Curry of Kirkharle                   | 2011                |                                                                 |
| Baron O’Donnell                            | 2012                |                                                                 |
| Baroness Kidron                            | 2012                |                                                                 |
| Baron Trees                                | 2012                |                                                                 |
| Baron Deighton                             | 2012                |                                                                 |
| Baron Williams of Oystermouth              | 2013                |                                                                 |
| Baron Nash                                 | 2013                |                                                                 |
| Baroness Lane-Fox of Soho                  | 2013                |                                                                 |
| Baron Berkeley of Knighton                 | 2013                |                                                                 |
| Baron Livingston of Parkhead               | 2013                |                                                                 |
| Baron King of Lothbury                     | 2013                |                                                                 |
| Baron Horam                                | 2013                |                                                                 |
| Baroness Grender                           | 2013                |                                                                 |
| Baron Mendelsohn                           | 2013                |                                                                 |
| Baron Wrigglesworth                        | 2013                |                                                                 |
| Baroness Manzoor                           | 2013                |                                                                 |
| Baroness Lawrence of Clarendon             | 2013                |                                                                 |
| Baron Bourne of Aberystwyth                | 2013                |                                                                 |
| Baroness Bakewell of Hardington Mandeville | 2013                |                                                                 |
| Baroness Neville-Rolfe                     | 2013                |                                                                 |
| Baron Whitby                               | 2013                |                                                                 |
| Baron Finkelstein                          | 2013                |                                                                 |
| Baron Carrington of Fulham                 | 2013                |                                                                 |
| Baron Sherbourne of Didsbury               | 2013                |                                                                 |
| Baron Paddick                              | 2013                |                                                                 |
| Baron Purvis of Tweed                      | 2013                |                                                                 |
| Baron Holmes of Richmond                   | 2013                |                                                                 |
| Baroness Hodgson of Abinger                | 2013                |                                                                 |
| Baron Leigh of Hurley                      | 2013                |                                                                 |
| Baron Verjee                               | 2013                |                                                                 |
| Baroness Suttie                            | 2013                |                                                                 |
| Baroness Humphreys                         | 2013                |                                                                 |
| Baron Haughey                              | 2013                |                                                                 |
| Baron Balfe                                | 2013                |                                                                 |
| Baroness Kennedy of Cradley                | 2013                |                                                                 |
| Baroness Williams of Trafford              | 2013                |                                                                 |
| Baroness Jones of Moulsecoomb              | 2013                |                                                                 |
| Baron Allen of Kensington                  | 2013                |                                                                 |
| Baron Palumbo of Southwark                 | 2013                |                                                                 |
| Baron Bamford                              | 2013                |                                                                 |
| Baroness Goldie                            | 2013                |                                                                 |
| Baron Thomas of Cwmgiedd                   | 2013                |                                                                 |
| Baron Richards of Herstmonceux             | 2014                |                                                                 |
| Baron Farmer                               | 2014                |                                                                 |
| Baron Fox                                  | 2014                |                                                                 |
| Baron Suri                                 | 2014                |                                                                 |
| Baroness Smith of Newnham                  | 2014                |                                                                 |
| Baroness Evans of Bowes Park               | 2014                |                                                                 |
| Baron Goddard of Stockport                 | 2014                |                                                                 |
| Baroness Harding of Winscombe              | 2014                |                                                                 |
| Baroness Chisholm of Owlpen                | 2014                |                                                                 |
| Baroness Shields                           | 2014                |                                                                 |
| Baron Rose of Monewden                     | 2014                |                                                                 |
| Baron Cooper of Windrush                   | 2014                |                                                                 |
| Baroness Helic                             | 2014                |                                                                 |
| Baroness Rebuck                            | 2014                |                                                                 |
| Baroness Mobarik                           | 2014                |                                                                 |
| Baron Scriven                              | 2014                |                                                                 |
| Baron Lennie                               | 2014                |                                                                 |
| Baroness Brady                             | 2014                |                                                                 |
| Baron Cashman                              | 2014                |                                                                 |
| Baroness Pinnock                           | 2014                |                                                                 |
| Baron Callanan                             | 2014                |                                                                 |
| Baroness Janke                             | 2014                |                                                                 |
| Baron Green of Deddington                  | 2014                |                                                                 |
| Baroness Wolf of Dulwich                   | 2014                |                                                                 |
| Baron Evans of Weardale                    | 2014                |                                                                 |
| Baron Lisvane                              | 2014                |                                                                 |
| Baron Hay of Ballyore                      | 2014                |                                                                 |
| Baron Kerslake                             | 2015                |                                                                 |
| Baroness Altmann                           | 2015                |                                                                 |
| Baron Dunlop                               | 2015                |                                                                 |
| Baron Maude of Horsham                     | 2015                |                                                                 |
| Baron O’Neill of Gatley                    | 2015                |                                                                 |
| Baron Bridges of Headley                   | 2015                |                                                                 |
| Baron Prior of Brampton                    | 2015                |                                                                 |
| Baron Keen of Elie                         | 2015                |                                                                 |
| Baron Blunkett                             | 2015                |                                                                 |
| Baron Hayward                              | 2015                |                                                                 |
| Baron Young of Cookham                     | 2015                |                                                                 |
| Baron Smith of Hindhead                    | 2015                |                                                                 |
| Baron Gilbert of Panteg                    | 2015                |                                                                 |
| Baroness Mone                              | 2015                |                                                                 |
| Baron Arbuthnot of Edrom                   | 2015                |                                                                 |
| Baron O’Shaughnessy                        | 2015                |                                                                 |
| Baroness Stroud                            | 2015                |                                                                 |
| Baron Polak                                | 2015                |                                                                 |
| Baroness Sheehan                           | 2015                |                                                                 |
| Baron Lansley                              | 2015                |                                                                 |
| Baron Oates                                | 2015                |                                                                 |
| Baron Lupton                               | 2015                |                                                                 |
| Baroness McIntosh of Pickering             | 2015                |                                                                 |
| Baroness Redfern                           | 2015                |                                                                 |
| Baron Foster of Bath                       | 2015                |                                                                 |
| Baroness Pidding                           | 2015                |                                                                 |
| Baroness Scott of Bybrook                  | 2015                |                                                                 |
| Baron Hague of Richmond                    | 2015                |                                                                 |
| Baroness Burt of Solihull                  | 2015                |                                                                 |
| Baron Hailsham of Kettlethorpe             | 2015                | Viscount Hailsham in der Peerage of the United Kingdom          |
| Baron Barker of Battle                     | 2015                |                                                                 |
| Baron Robathan                             | 2015                |                                                                 |
| Baron Campbell of Pittenweem               | 2015                |                                                                 |
| Baron Shinkwin                             | 2015                |                                                                 |
| Baroness Finn                              | 2015                |                                                                 |
| Baroness Rock                              | 2015                |                                                                 |
| Baron Porter of Spalding                   | 2015                |                                                                 |
| Baroness McGregor-Smith                    | 2015                |                                                                 |
| Baron Willetts                             | 2015                |                                                                 |
| Baron Bruce of Bennachie                   | 2015                |                                                                 |
| Baron Beith                                | 2015                |                                                                 |
| Baron Murphy of Torfaen                    | 2015                |                                                                 |
| Baroness Featherstone                      | 2015                |                                                                 |
| Baroness Thornhill                         | 2015                |                                                                 |
| Baron Livermore                            | 2015                |                                                                 |
| Baron Hain                                 | 2015                |                                                                 |
| Baroness Fall                              | 2015                |                                                                 |
| Baroness Bowles of Berkhamsted             | 2015                |                                                                 |
| Baron Watts                                | 2015                |                                                                 |
| Baron Stunell                              | 2015                |                                                                 |
| Baroness Primarolo                         | 2015                |                                                                 |
| Baron Mair                                 | 2015                |                                                                 |
| Baron Bird                                 | 2015                |                                                                 |
| Baroness Brown of Cambridge                | 2015                |                                                                 |
| Baroness Watkins of Tavistock              | 2015                |                                                                 |
| Baron Price                                | 2016                |                                                                 |
| Baroness Vere of Norbiton                  | 2016                |                                                                 |
| Baroness Sugg                              | 2016                |                                                                 |
| Baron Gadhia                               | 2016                |                                                                 |
| Baron Fraser of Corriegarth                | 2016                |                                                                 |
| Baron McInnes of Kilwinning                | 2016                |                                                                 |
| Baron Caine                                | 2016                |                                                                 |
| Baroness Bertin                            | 2016                |                                                                 |
| Baroness Couttie                           | 2016                |                                                                 |
| Baroness Bloomfield of Hinton Waldrist     | 2016                |                                                                 |
| Baroness Chakrabarti                       | 2016                |                                                                 |
| Baroness Cavendish of Little Venice        | 2016                |                                                                 |
| Baron Macpherson of Earl’s Court           | 2016                |                                                                 |
| Baron Kirkhope of Harrogate                | 2016                |                                                                 |
| Baron Ricketts                             | 2016                |                                                                 |
| Baron Llewellyn of Steep                   | 2016                |                                                                 |
| Baroness Wyld                              | 2017                |                                                                 |
| Baron Duncan of Springbank                 | 2017                |                                                                 |
| Baroness Fairhead                          | 2017                |                                                                 |
| Baron Agnew of Oulton                      | 2017                |                                                                 |
| Baron Burnett of Maldon                    | 2017                |                                                                 |
| Baron Geidt                                | 2017                |                                                                 |
| Baron Chartres                             | 2017                |                                                                 |
| Baron Hogan-Howe                           | 2017                |                                                                 |
| Baron Houghton of Richmond                 | 2017                |                                                                 |
| Baron Tyrie                                | 2018                |                                                                 |
| Baron Pickles                              | 2018                |                                                                 |
| Baron Lilley                               | 2018                |                                                                 |
| Baron McCrea of Magherafelt and Cookstown  | 2018                |                                                                 |
| Baroness Meyer                             | 2018                |                                                                 |
| Baroness Sater                             | 2018                |                                                                 |
| Baroness Bryan of Partick                  | 2018                |                                                                 |
| Baron McNicol of West Kilbride             | 2018                |                                                                 |
| Baroness Barran                            | 2018                |                                                                 |
| Baron Haselhurst                           | 2018                |                                                                 |
| Baron Garnier                              | 2018                |                                                                 |
| Baron Randall of Uxbridge                  | 2018                |                                                                 |
| Baroness Boycott                           | 2018                |                                                                 |
| Baron Anderson of Ipswich                  | 2018                |                                                                 |
| Baroness Bull                              | 2018                |                                                                 |
| Baron Heywood of Whitehall                 | 2018                |                                                                 |
| Baroness Osamor                            | 2018                |                                                                 |
| Baroness Blackwood of North Oxford         | 2019                |                                                                 |
| Baroness Bennett of Manor Castle           | 2019                |                                                                 |
| Baron Barwell                              | 2019                |                                                                 |
| Baron Parkinson of Whitley Bay             | 2019                |                                                                 |
| Baroness Sanderson of Welton               | 2019                |                                                                 |
| Baron Choudrey                             | 2019                |                                                                 |
| Baron Brownlow of Shurlock Row             | 2019                |                                                                 |
| Baron Davies of Gower                      | 2019                |                                                                 |
| Baroness Penn                              | 2019                |                                                                 |
| Baron Ranger                               | 2019                |                                                                 |
| Baroness Hallett                           | 2019                |                                                                 |
| Baroness Wilcox of Newport                 | 2019                |                                                                 |
| Baron Woolley of Woodford                  | 2019                |                                                                 |
| Baron Hendy                                | 2019                |                                                                 |
| Baroness Blower                            | 2019                |                                                                 |
| Baroness Hunt of Bethnal Green             | 2019                |                                                                 |
| Baroness Ritchie of Downpatrick            | 2019                |                                                                 |
| Baron Mann                                 | 2019                |                                                                 |
| Baron Carter of Haslemere                  | 2019                |                                                                 |
| Baron Darroch of Kew                       | 2019                |                                                                 |
| Baroness Morgan of Cotes                   | 2020                |                                                                 |
| Baron Goldsmith of Richmond Park           | 2020                |                                                                 |
| Baron Reed of Allermuir                    | 2020                |                                                                 |
| Baron Grimstone of Boscobel                | 2020                |                                                                 |
| Baron Greenhalgh                           | 2020                |                                                                 |
| Baron Frost                                | 2020                |                                                                 |
| Baron Herbert of South Downs               | 2020                |                                                                 |
| Baron Vaizey of Didcot                     | 2020                |                                                                 |
| Baron Wharton of Yarm                      | 2020                |                                                                 |
| Baron Austin of Dudley                     | 2020                |                                                                 |
| Baroness Morrissey                         | 2020                |                                                                 |
| Baroness Clark of Kilwinning               | 2020                |                                                                 |
| Baron Walney                               | 2020                |                                                                 |
| Baron Clarke of Nottingham                 | 2020                |                                                                 |
| Baroness Stuart of Edgbaston               | 2020                |                                                                 |
| Baroness Fullbrook                         | 2020                |                                                                 |
| Baron Sarfraz                              | 2020                |                                                                 |
| Baron McLoughlin                           | 2020                |                                                                 |
| Baroness Hayman of Ullock                  | 2020                |                                                                 |
| Baron Moylan                               | 2020                |                                                                 |
| Baron Botham                               | 2020                |                                                                 |
| Baron Sikka                                | 2020                |                                                                 |
| Baron Field of Birkenhead                  | 2020                |                                                                 |
| Baron Sedwill                              | 2020                |                                                                 |
| Baroness Fox of Buckley                    | 2020                |                                                                 |
| Baroness Hoey                              | 2020                |                                                                 |
| Baroness Fleet                             | 2020                |                                                                 |
| Baron Sharpe of Epsom                      | 2020                |                                                                 |
| Baron Lancaster of Kimbolton               | 2020                |                                                                 |
| Baron Mendoza                              | 2020                |                                                                 |
| Baron Moore of Etchingham                  | 2020                |                                                                 |
| Baron Spencer of Alresford                 | 2020                |                                                                 |
| Baron Davies of Brixton                    | 2020                |                                                                 |
| Baron Dodds of Duncairn                    | 2020                |                                                                 |
| Baroness Shafik                            | 2020                |                                                                 |
| Baron Hammond of Runnymede                 | 2020                |                                                                 |
| Baron Johnson of Marylebone                | 2020                |                                                                 |
| Baroness Casey of Blackstock               | 2020                |                                                                 |
| Baron Woodley                              | 2020                |                                                                 |
| Baron Bellingham                           | 2020                |                                                                 |
| Baron Udny-Lister                          | 2020                |                                                                 |
| Baron Stewart of Dirleton                  | 2020                |                                                                 |
| Baron Lebedev                              | 2020                |                                                                 |
| Baron Wolfson of Tredegar                  | 2020                |                                                                 |
| Baron Hannan of Kingsclere                 | 2021                |                                                                 |
| Baron Godson                               | 2021                |                                                                 |
| Baron Benyon                               | 2021                |                                                                 |
| Baroness Fraser of Craigmaddie             | 2021                |                                                                 |
| Baron McDonald of Salford                  | 2021                |                                                                 |
| Baron Cruddas                              | 2021                |                                                                 |
| Baron Kamall                               | 2021                |                                                                 |
| Baroness Merron                            | 2021                |                                                                 |
| Baron Parker of Minsmere                   | 2021                |                                                                 |
| Baroness Foster of Oxton                   | 2021                |                                                                 |
| Baroness Blake of Leeds                    | 2021                |                                                                 |
| Baroness Chapman of Darlington             | 2021                |                                                                 |
| Baron Coaker                               | 2021                |                                                                 |
| Baron Khan of Burnley                      | 2021                |                                                                 |
| Baron Morse                                | 2021                |                                                                 |
| Baroness Black of Strome                   | 2021                |                                                                 |
| Baron Sentamu                              | 2021                |                                                                 |
| Baron Stevens of Birmingham                | 2021                |                                                                 |
| Baroness Davidson of Lundin Links          | 2021                |                                                                 |
| Baron Offord of Garvel                     | 2021                |                                                                 |
| Baron Harrington of Watford                | 2022                |                                                                 |
| Baron Bellamy                              | 2022                |                                                                 |
| Baroness Gohir                             | 2022                |                                                                 |
| Baroness Willis of Summertown              | 2022                |                                                                 |
| Baron Markham                              | 2022                |                                                                 |
| Baron Johnson of Lainston                  | 2022                |                                                                 |
| Baron Murray of Blidworth                  | 2022                |                                                                 |
| Baron Soames of Fletching                  | 2022                |                                                                 |
| Baroness Taylor of Stevenage               | 2022                |                                                                 |
| Baron Leong                                | 2022                |                                                                 |
| Baroness Lea of Lymm                       | 2022                |                                                                 |
| Baron Roberts of Belgravia                 | 2022                |                                                                 |
| Baron Swire                                | 2022                |                                                                 |
| Baron Verdirame                            | 2022                |                                                                 |
| Baron Sahota                               | 2022                |                                                                 |
| Baron Hintze                               | 2022                |                                                                 |
| Baroness Lawlor                            | 2022                |                                                                 |
| Baroness O’Neill of Bexley                 | 2022                |                                                                 |
| Baroness Twycross                          | 2022                |                                                                 |
| Baroness Bray of Coln                      | 2022                |                                                                 |
| Baroness Moyo                              | 2022                |                                                                 |
| Baron Evans of Rainow                      | 2022                |                                                                 |
| Baroness Foster of Aghadrumsee             | 2022                |                                                                 |
| Baron Weir of Ballyholme                   | 2022                |                                                                 |
| Baron Jackson of Peterborough              | 2022                |                                                                 |
| Baron Hendy of Richmond Hill               | 2022                |                                                                 |
| Baroness Lampard                           | 2022                |                                                                 |
| Baroness Anderson of Stoke-on-Trent        | 2022                |                                                                 |
| Baron Prentis of Leeds                     | 2022                |                                                                 |
| Baron Peach                                | 2022                |                                                                 |
| Baron Watson of Wyre Forest                | 2022                |                                                                 |
| Baroness O’Grady of Upper Holloway         | 2022                |                                                                 |
| Baron Sewell of Sanderstead                | 2022                |                                                                 |
| Baron Young of Old Windsor                 | 2023                |                                                                 |
| Baron Mott                                 | 2023                |                                                                 |
| Baron Gascoigne                            | 2023                |                                                                 |
| Baron Bailey of Paddington                 | 2023                |                                                                 |
| Baron Kempsell                             | 2023                |                                                                 |
| Baron Ranger of Northwood                  | 2023                |                                                                 |
| Baroness Owen of Alderley Edge             | 2023                |                                                                 |
| Baron Houchen of High Leven                | 2023                |                                                                 |
| Baron Rosenfield                           | 2023                |                                                                 |
| Baroness Carr of Walton-on-the-Hill        | 2023                |                                                                 |
| Baron Cameron of Chipping Norton           | 2023                |                                                                 |
| Baron Douglas-Mille                        | 2023                |                                                                 |
| Baron Moynihan of Chelsea                  | 2024                |                                                                 |
| Baron Elliott of Mickle Fell               | 2024                |                                                                 |
| Baroness Porter of Fulwood                 | 2024                |                                                                 |
| Baron Cameron of Lochiel                   | 2024                |                                                                 |
| Baron Banner                               | 2024                |                                                                 |
| Baron Shamash                              | 2024                |                                                                 |
| Baron Petitgas                             | 2024                |                                                                 |
| Baron Booth                                | 2024                |                                                                 |
| Baron Fuller                               | 2024                |                                                                 |
| Baron Marks of Hale                        | 2024                |                                                                 |
| Baron Goodman of Wycombe                   | 2024                |                                                                 |
| Baron Jamieson                             | 2024                |                                                                 |
| Baroness Monckton of Dallington Forest     | 2024                |                                                                 |
| Baron Hannett of Everton                   | 2024                |                                                                 |
| Baroness Smith of Llanfaes                 | 2024                |                                                                 |
| Baroness Ramsey of Wall Heath              | 2024                |                                                                 |
| Baroness Hazarika                          | 2024                |                                                                 |
| Baroness Freeman of Steventon              | 2024                |                                                                 |
| Baron Tarassenko                           | 2024                |                                                                 |
| Baron Vallance of Balham                   | 2024                |                                                                 |
| Baroness Smith of Malvern                  | 2024                |                                                                 |
| Baron Timpson                              | 2024                |                                                                 |
| Baron Hermer                               | 2024                |                                                                 |
| Baron Hanson of Flint                      | 2024                |                                                                 |
| Baroness Pidgeon                           | 2024                |                                                                 |
| Baron Spellar                              | 2024                |                                                                 |
| Baroness Pidgeon                           | 2024                |                                                                 |
| Baroness Keeley                            | 2024                |                                                                 |
| Baroness Winterton of Doncaster            | 2024                |                                                                 |
| Baroness Keeley                            | 2024                |                                                                 |
| Baroness Hodge of Barking                  | 2024                |                                                                 |
| Baroness Beckett                           | 2024                |                                                                 |
| Baron Beamish                              | 2024                |                                                                 |
| Baron Cryer                                | 2024                |                                                                 |
| Baroness Batters                           | 2024                |                                                                 |
| Baron Elliott of Ballinamallard            | 2024                |                                                                 |
| Baroness Harman                            | 2024                |                                                                 |
| Baron Brady of Altrincham                  | 2024                |                                                                 |
| Baron Sharma                               | 2024                |                                                                 |
| Baron Grayling                             | 2024                |                                                                 |
| Baron Booth-Smith                          | 2024                |                                                                 |
| Baroness May of Maidenhead                 | 2024                |                                                                 |
| Baroness Laing of Elderslie                | 2024                |                                                                 |
| Baroness Cass                              | 2024                |                                                                 |
| Baron Mackinlay of Richborough             | 2024                |                                                                 |
| Baroness Smith of Cluny                    | 2024                |                                                                 |
| Baroness Gustafsson                        | 2024                |                                                                 |
| Baroness Curran                            | 2025                |                                                                 |
| Baron Moraes                               | 2025                |                                                                 |
| Baroness Griffin of Princethorpe           | 2025                |                                                                 |
| Baron Wilson of Sedgefield                 | 2025                |                                                                 |
| Baroness Coffey                            | 2025                |                                                                 |
| Baron Evans of Sealand                     | 2025                |                                                                 |
| Baron Barber of Ainsdale                   | 2025                |                                                                 |
| Baron Young of Acton                       | 2025                |                                                                 |
| Baron Biggar                               | 2025                |                                                                 |
| Baroness Levitt                            | 2025                |                                                                 |
| Baron Lemos                                | 2025                |                                                                 |
| Baroness Brown of Silvertown               | 2025                |                                                                 |
| Baron Jones of Penybont                    | 2025                |                                                                 |
| Baron Brennan of Canton                    | 2025                |                                                                 |
| Baron Pitkeathley of Camden Town           | 2025                |                                                                 |
| Baroness Bousted                           | 2025                |                                                                 |
| Baroness Elliott of Whitburn Bay           | 2025                |                                                                 |
| Baroness Cash                              | 2025                |                                                                 |
| Baron Raval                                | 2025                |                                                                 |
| Baron Pack                                 | 2025                |                                                                 |
| Baroness Carberry of Muswell Hill          | 2025                |                                                                 |
| Baroness Caine of Kentish Town             | 2025                |                                                                 |
| Baroness Longfield                         | 2025                |                                                                 |
| Baroness Nichols of Selby                  | 2025                |                                                                 |
| Baroness Alexander of Cleveden             | 2025                |                                                                 |
| Baroness Mattinson                         | 2025                |                                                                 |
| Baroness Gray of Tottenham                 | 2025                |                                                                 |
| Baron Rees of Easton                       | 2025                |                                                                 |
| Baroness Maclean of Redditch               | 2025                |                                                                 |
| Baroness Hunter of Auchenreoch             | 2025                |                                                                 |
| Baroness Berger                            | 2025                |                                                                 |
| Baron Evans of Guisborough                 | 2025                |                                                                 |
| Baron McCabe                               | 2025                |                                                                 |
| Baroness Debbonaire                        | 2025                |                                                                 |
| Baroness Rafferty                          | 2025                |                                                                 |
| Baron Mohammed of Tinsley                  | 2025                |                                                                 |